# トレス・サポーテス

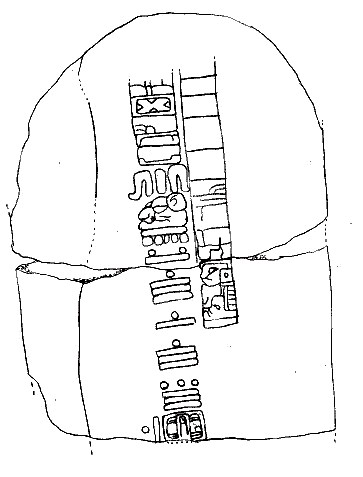
トレス・サポーテス石碑C（裏面）

オルメカ文化が栄えた領域

トレス・サポーテス遺構配置図

トレス・サポーテス（スペイン語：Tres Zapotes）は、メキシコ湾岸南部、メキシコ合衆国ベラクルス州に位置するオルメカ文明終末期の遺跡。メキシコシティから南東390km、ラ・ベンタの北西約160kmに位置し、パパロアパン川とサン・ファン川が形成した沼がちな盆地の低い丘の上に立地する。流れの堤に沿って3kmにわたって約50の土のマウンドが並ぶ。長期暦が使用され始めた初期の7.16.6.16.18.（紀元前32年）の日付を示す石碑Cで有名な遺跡である。
1939年、1940年に、アメリカ人民俗学・考古学者のマシュー・スターリングらが発掘調査を行っている。遺跡は祭祀センターとして、紀元前800年頃から紀元前後にかけて繁栄したと考えられているが、出土した土器片及び土偶について、型式学的、層位学的な編年研究が行なわれた結果、単色の土器を主とした下層（紀元前800年頃 - 紀元前300年頃、Lower TZ、またはTZ1期）、多彩色土器が出土し始める中層（紀元前300年頃 - 300年頃、Middle TZ、またはTZ2期）、メキシコ中央高原のテオティワカンの影響を受けた土器や土偶の出土する上層（300年頃 - 600年頃、Upper TZ、またはTZ3期）、さらに後古典期前期のソンカウトラ・コンプレックス（600年頃以降、Soncautla Complex、またはTZ4期）の4時期に区分されることになった。TZ1期の土器や土偶から、ラ・ベンタと同時代からの古い住居があったことが判明している。巨石人頭像も2基確認されている。